# Каннский кинофестиваль 2005
58-й Каннский кинофестиваль 2005 года прошёл с 11 по 22 мая. Двенадцать фильмов из тринадцати стран были отобраны для фестиваля. Победители были оглашены 21 мая.

## Жюри
- Эмир Кустурица, режиссёр ( Сербия и Черногория) (председатель)
- Фатих Акин, режиссёр ( Германия)
- Хавьер Бардем, актёр ( Испания)
- Аньес Варда, режиссёр ( Франция)
- Джон Ву, режиссёр ( Китай)
- Нандита Дас, актриса ( Индия)
- Бенуа Жако, режиссёр ( Франция)
- Тони Моррисон, писательница ( США)
- Сальма Хайек, актриса ( Мексика)

## Фильмы-участники конкурсной программы
- «Битва на небесах», Карлос Рейгадас ( Мексика)
- «Входите без стука», Вим Вендерс ( США)
- «Выборы (фильм)», Джонни То ( Гонконг)
- «Город грехов», Фрэнк Миллер, Роберт Родригес ( США)
- «Где скрывается правда», Атом Эгоян ( Канада)
- «Дитя», Братья Дарденн ( Бельгия)
- «Киносказка», Хон Сансу ( Республика Корея)
- «Лемминг», Доминик Молль (фильм открытия) ( Франция)
- «Мандерлей», Ларс Фон Триер ( Дания)
- «Мечты о Шанхае», Ван Сяошуай ( Китай)
- «Нулевой километр», Хинер Салеем ( Ирак)
- «Оправданная жестокость», Дэвид Кроненберг ( США)
- «Последние дни», Гас Ван Сент ( США)
- «Появившись на свет, уже не спрячешься», Марко Туллио Джордана ( Италия)
- «Рисуй или занимайся любовью», Братья Ларье ( Франция)
- «Свободная зона», Амос Гитай ( Израиль)
- «Скрытое», Михаэль Ханеке ( Франция)
- «Сломанные цветы», Джим Джармуш ( США)
- «Терзание», Кобаяси Масахиро ( Япония)
- «Три поры», Хоу Сяосянь ( Китайская Республика)
- «Три могилы», Томми Ли Джонс ( США)

## Фильмы-участники программы «Особый взгляд»
- «Время прощания», Франсуа Озон ( Франция)
- «Натянутая тетива», Ким Ки Дук ( Республика Корея)
- «Смерть господина Лазареску», Кристи Пую ( Румыния)
- «Фильмы, аспирин и хищники», Марселу Гомес ( Бразилия)

## Фильмы внеконкурсной программы
- «Артисты сгоревшего театра», Ритхи Пань
- «В один раз отмстить за два глаза», Ави Мограби
- «Власть кошмаров», Адам Кёртис
- «Волшебное зеркало», Мишель Пикколи
- «Дворец Тануки (Принцесса-енот)», Сэйдзюн Судзуки
- «Звёздные войны. Эпизод III: Месть ситхов», Джордж Лукас
- «Матч-пойнт», Вуди Аллен
- «По ту сторону Босфора», Фатих Акин
- «Полуночные фильмы: от маргинальности к мейнстриму», Стюарт Сэмюэлз
- «Поцелуй навылет», Шейн Блэк
- «Счастливого Рождества», Кристиан Карьон
- «Хромофобия», Марта Файнс
- Darshan — l’Etreinte, Жан Кунен
- «Кирику и дикие звери», Мишель Оцело и Бенедикт Галлап

## Победители
- Золотая пальмовая ветвь
«Дитя», Братья Дарденн ( Бельгия)
- Гран-при
«Сломанные цветы», Джим Джармуш ( США)
- Лучшая актриса
Хана Ласло («Свободная зона») ( Израиль)
- Лучший актёр
Томми Ли Джонс («Три могилы») ( США)
- Лучший режиссёр
Михаэль Ханеке («Скрытое») ( Австрия)
- Лучший сценарий
Гилльермо Арриага («Три могилы») ( Мексика)
- Приз жюри
«Мечты о Шанхае», Ван Сяошуай ( Китай)
- Золотая пальмовая ветвь за короткометражный фильм
«Путники», Игорь Стрембитский ( Украина)
- Приз жюри за короткометражный фильм
«Клара», Вэн Соуэрвайн ( Австралия)
- Золотая камера
«Покинутая земля», Вимукти Джаясундара; Я, ты и все, кого мы знаем, Миранда Жюли
- Особый взгляд
«Смерть господина Лазареску», Кристи Пую ( Румыния)
- Почётный приз Каннского фестиваля за вклад в мировой кинематограф
Джордж Лукас ( США)
- «Синефондасьон»
1-й приз: «Девственность на продажу», Антонио Кампос ( Бразилия)
2-й приз: «Вдвоём», Николай Хомерики ( Россия) и «Часы работы», Майя Дрейфус ( Израиль)